# Japanse kampioenschappen schaatsen afstanden 2019 - 1000 meter vrouwen
De 1000 meter vrouwen op de Japanse kampioenschappen schaatsen afstanden 2019 werd gereden op zaterdag 27 oktober 2018 in het ijsstadion M-Wave in Nagano.

## Statistieken
| #      | Schaatser          | Tijd       |
| ------ | ------------------ | ---------- |
| Goud   | Miho Takagi        | 1.14,86 KR |
| Zilver | Nao Kodaira        | 1.15,10    |
| Brons  | Ayano Sato         | 1.16,58 PR |
| 4      | Maki Tsuji         | 1.16,72    |
| 5      | Rio Yamada         | 1.17,41 PR |
| 6      | Yuka Abe           | 1.17,56    |
| 7      | Nana Takagi        | 1.17,80    |
| 8      | Yuna Onodera       | 1.17,85 PR |
| 9      | Yukari Matsuzawa   | 1.18,24    |
| 10     | Arisa Tsujimoto    | 1.18,40    |
| 11     | Kurumi Inagawa     | 1.18,95    |
| 12     | Konami Soga        | 1.19,13 PR |
| 13     | Kako Yamane        | 1.19,50    |
| 14     | Towako Nagasaki    | 1.19,63    |
| 15     | Mio Mushikari      | 1.20,07    |
| 16     | Ayuri Fukuoka      | 1.20,14 PR |
| 17     | Anna Nakamura      | 1.20,27    |
| 18     | Moe Kumagai        | 1.20,50 PR |
| 19     | Rino Kato          | 1.20,62    |
| 20     | Yui Fujimori       | 1.20,67    |
| 21     | Suzune Usami       | 1.20,83    |
| 22     | Yukari Arai        | 1.20,96    |
| 23     | Rin Kosaka         | 1.21,32    |
| 24     | Akari Hori-Shimizu | 1.21,46    |
| 25     | Saki Furukawa      | 1.21,79 PR |
| 26     | Anna Suzuki        | 1.22,36 PR |
| 27     | Sana Fujii         | 1.22,38    |
| 28     | Honoka Kawashima   | 1.22,39    |
| 29     | Karuna Koyama      | 1.23,39 PR |

| Rit | Baan   | Schaatser          | Tijd (rang)  |
| --- | ------ | ------------------ | ------------ |
| 1   | Binnen | Nana Takagi        | 1.17,80 (7)  |
| 1   | Buiten |                    |              |
| 2   | Binnen | Sana Fujii         | 1.22,38 (27) |
| 2   | Buiten | Karuna Koyama      | 1.23,39 (29) |
| 3   | Binnen | Saki Furukawa      | 1.21,79 (25) |
| 3   | Buiten | Anna Suzuki        | 1.22,36 (26) |
| 4   | Binnen | Moe Kumagai        | 1.20,50 (18) |
| 4   | Buiten | Rin Kosaka         | 1.21,32 (23) |
| 5   | Binnen | Ayuri Fukuoka      | 1.20,14 (16) |
| 5   | Buiten | Rino Kato          | 1.20,62 (19) |
| 6   | Binnen | Yui Fujimori       | 1.20,67 (20) |
| 6   | Buiten | Honoka Kawashima   | 1.22,39 (28) |
| 7   | Binnen | Anna Nakamura      | 1.20,27 (17) |
| 7   | Buiten | Kurumi Inagawa     | 1.18,95 (11) |
| 8   | Binnen | Kako Yamane        | 1.19,50 (13) |
| 8   | Buiten | Towako Nagasaki    | 1.19,63 (14) |
| 9   | Binnen | Suzune Usami       | 1.20,83 (21) |
| 9   | Buiten | Mio Mushikari      | 1.20,07 (15) |
| 10  | Binnen | Konami Soga        | 1.19,13 (12) |
| 10  | Buiten | Yukari Arai        | 1.20,96 (22) |
| 11  | Binnen | Akari Hori-Shimizu | 1.21,46 (24) |
| 11  | Buiten | Yukari Matsuzawa   | 1.18,24 (9)  |
| 12  | Binnen | Arisa Tsujimoto    | 1.18,40 (10) |
| 12  | Buiten | Yuna Onodera       | 1.17,85 (8)  |
| 13  | Binnen | Rio Yamada         | 1.17,41 (5)  |
| 13  | Buiten | Yuka Abe           | 1.17,56 (6)  |
| 14  | Binnen | Miho Takagi        | 1.14,86 (1)  |
| 14  | Buiten | Maki Tsuji         | 1.16,72 (4)  |
| 15  | Binnen | Ayano Sato         | 1.16,58 (3)  |
| 15  | Buiten | Nao Kodaira        | 1.15,10 (2)  |

## Wereldbekerkwalificatie
De volgende rijders hebben zich gekwalificeerd voor de wereldbekers:
| #      | Schaatser   | 1. Obihiro | 2. Tomakomai | 3. Tomaszów Mazowiecki | 4. Heerenveen |
| ------ | ----------- | ---------- | ------------ | ---------------------- | ------------- |
| 1      | Miho Takagi | X          | X            | X                      | X             |
| 2      | Nao Kodaira | X          | X            | afgemeld               | X             |
| 3      | Maki Tsuji  | X          | X            | X                      | X             |
| 4      | Ayano Sato  | X          | X            | X                      | X             |
| 5      | Rio Yamada  | X          | X            | afgemeld               | afgemeld      |
| 6      | Yuka Abe    |            |              | X                      | X             |
| 7      | Nana Takagi |            |              | X                      |               |
| Totaal | Totaal      | 5          | 5            | 5                      | 5             |

## IJs- en klimaatcondities
|                  |         | Start   | Eind |
| ---------------- | ------- | ------- | ---- |
| Tijd             | 10:30   | 13:09   |      |
| Paar             | 1       | 15      |      |
| Luchttemperatuur | 14,6°C  | 14,8°C  |      |
| IJstemperatuur   | -3,3°C  | -3,5°C  |      |
| Luchtvochtigheid | 67%     | 67%     |      |
| Luchtdruk        | 967 hPa | 965 hPa |      |